# Weston, Kanada
Weston är en stadsdel i Toronto i Kanada.   Den ligger i provinsen Ontario, i den sydöstra delen av landet, 400 km sydväst om huvudstaden Ottawa. Weston ligger 133 meter över havet och antalet invånare är 16 470.